# Puntius

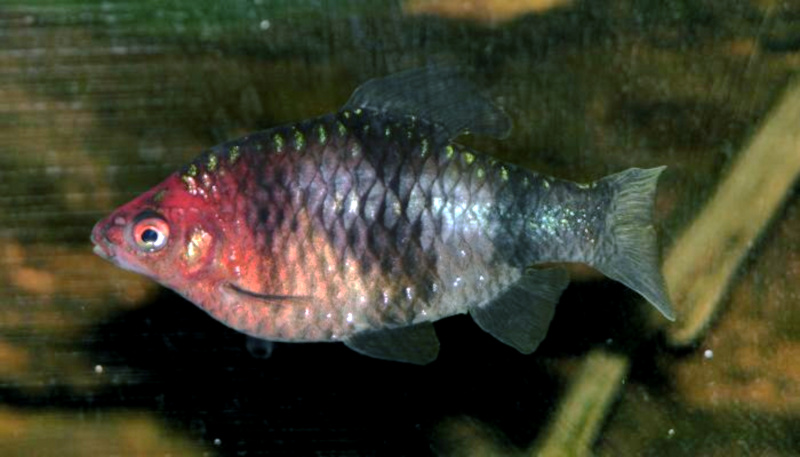
Puntius nigrofasciatus

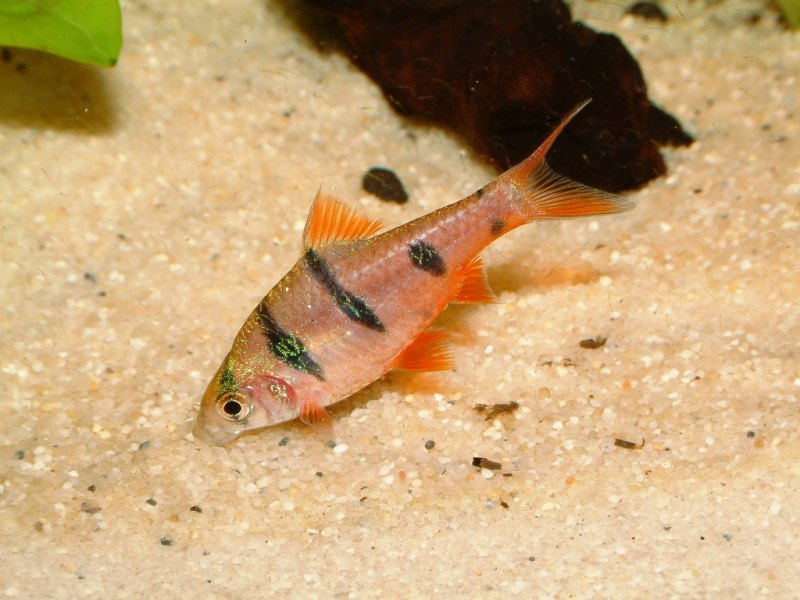
Puntius pentazona

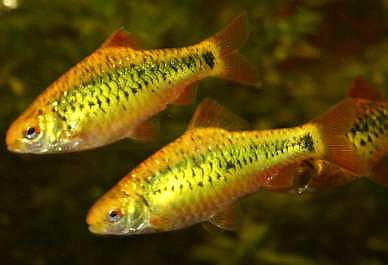
Puntius semifasciolatus

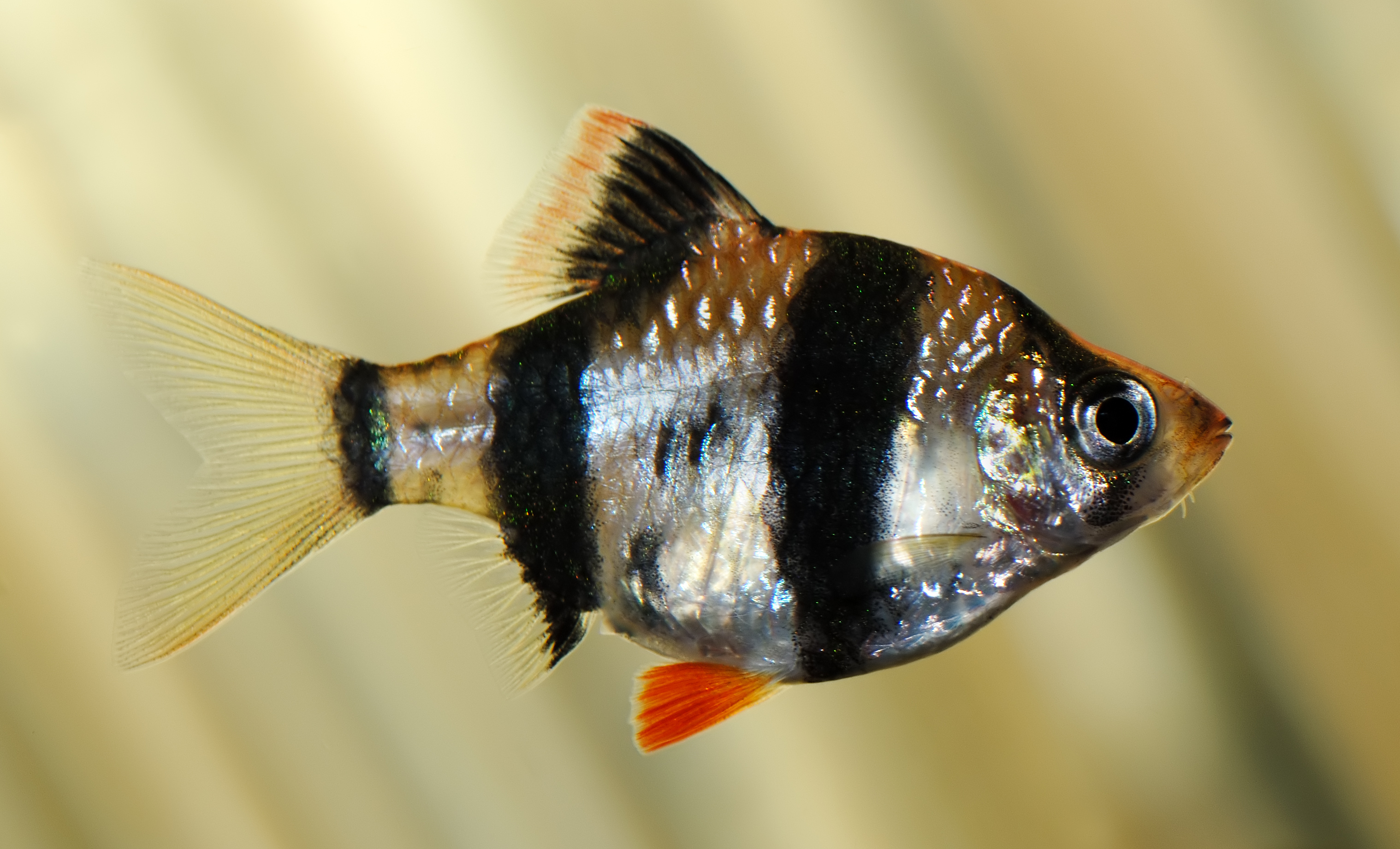
Puntius tetrazona

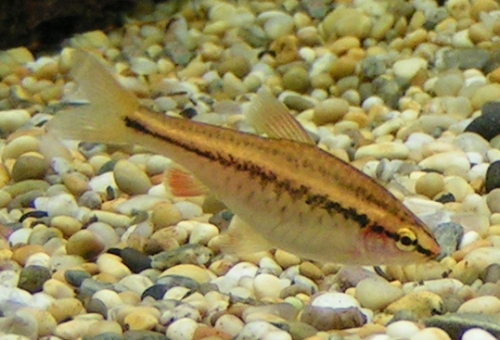
Femella de Puntius titteya

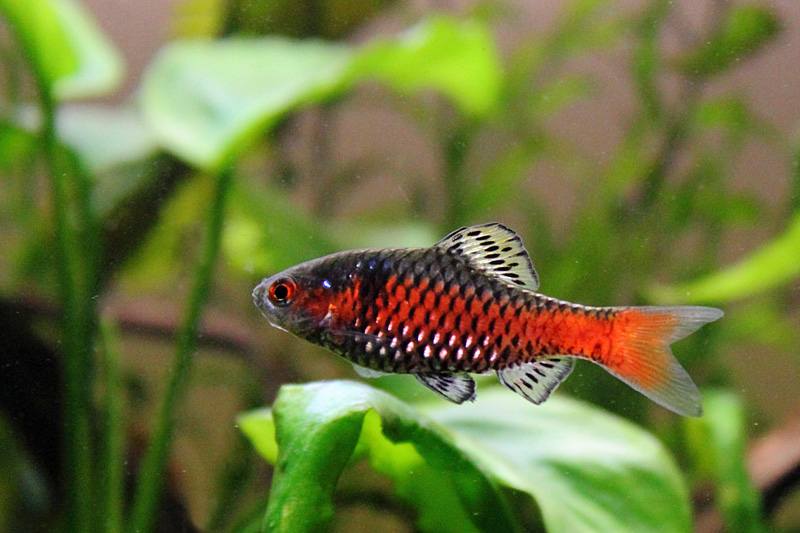
Puntius ticto

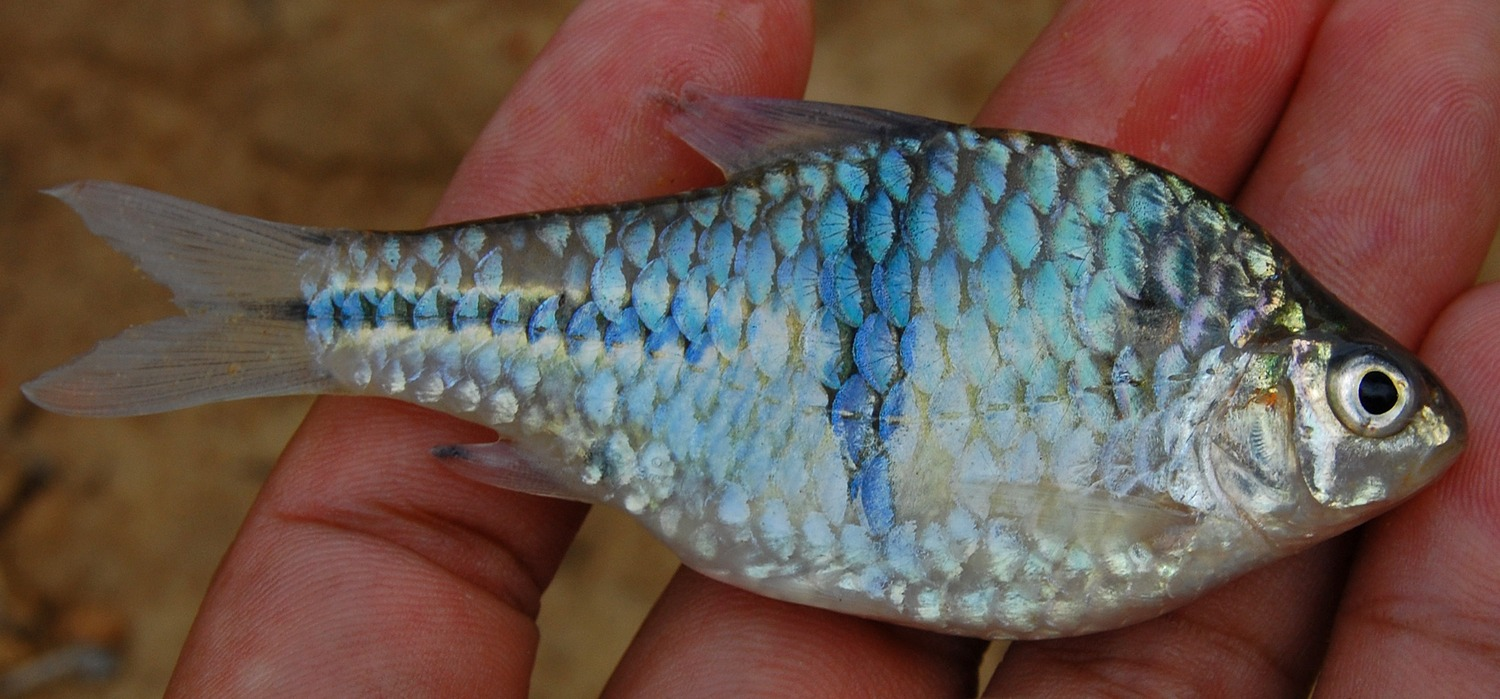
Puntius lateristriga capturat al sud de Sumatra (Indonèsia).

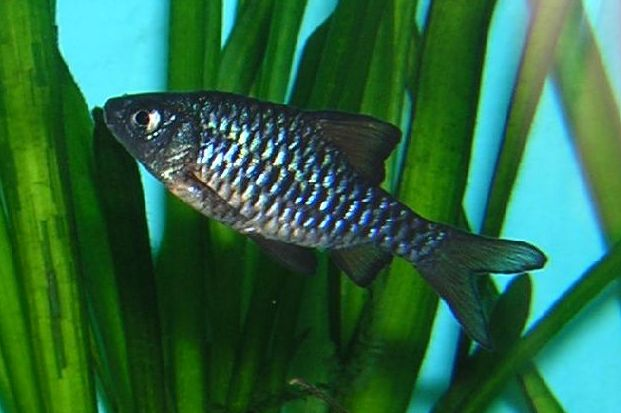
Puntius oligolepis

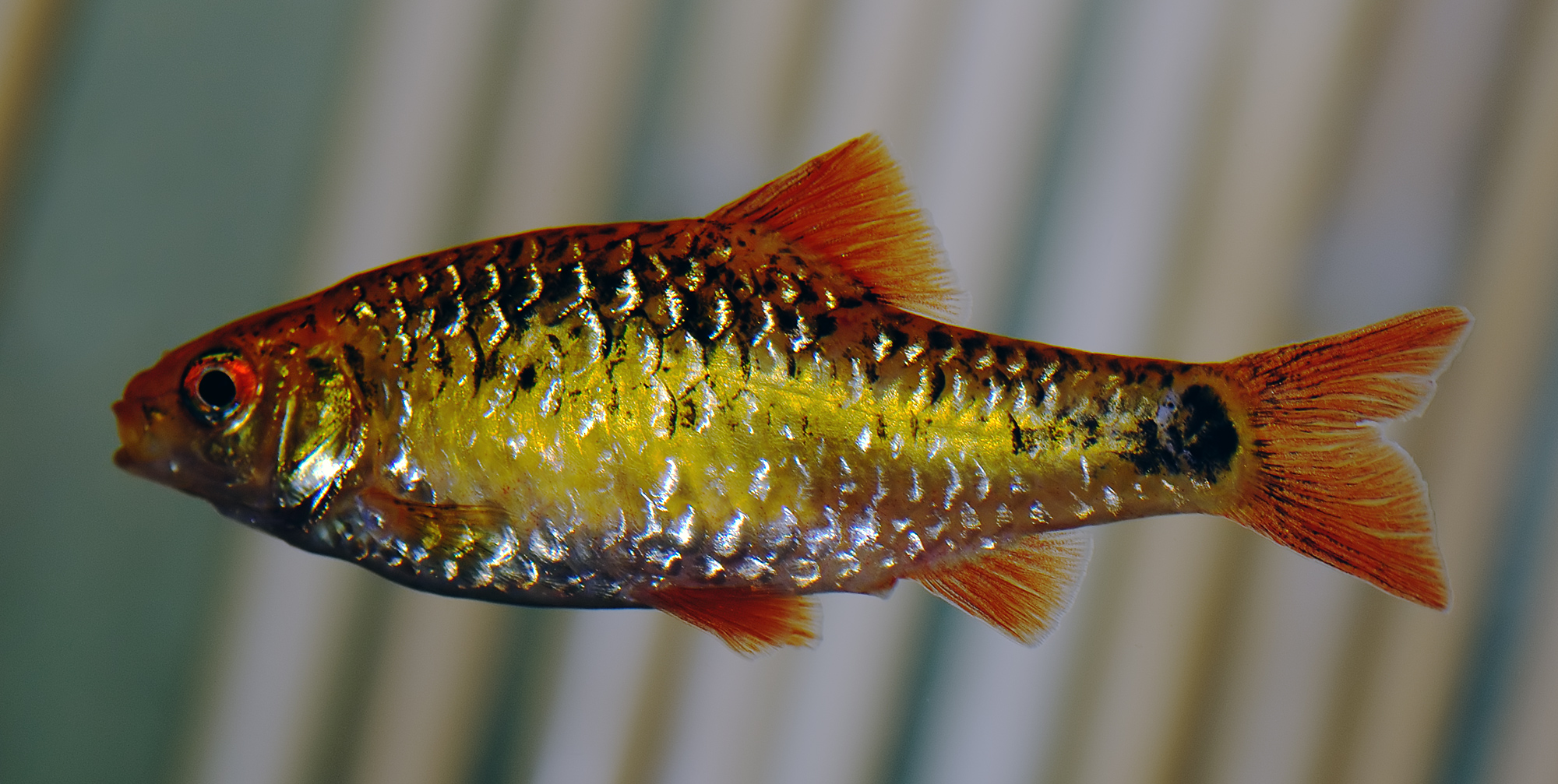
Puntius semifasciolatus

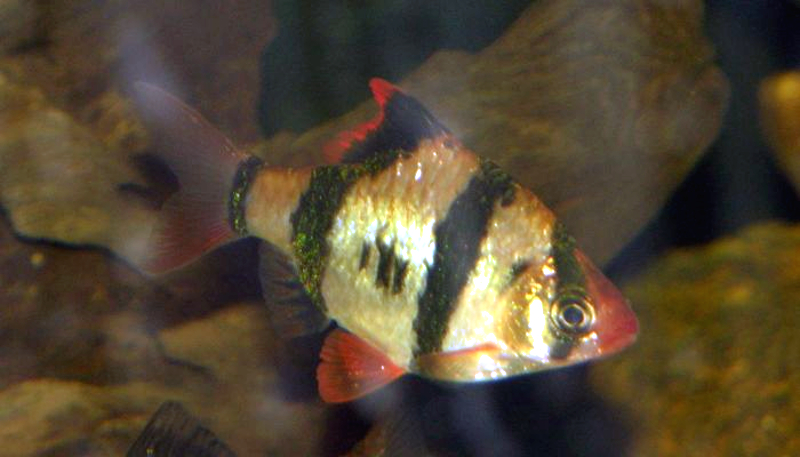
Puntius tetrazona

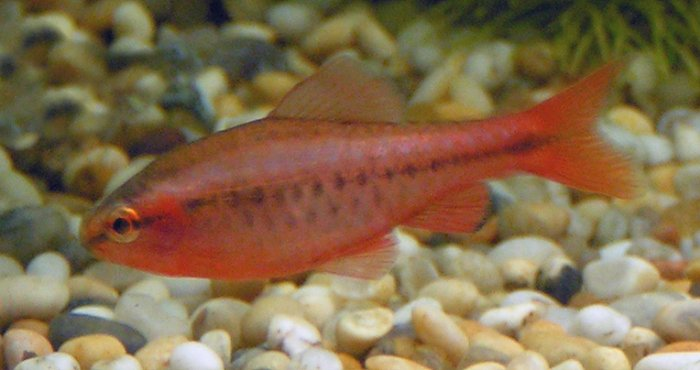
Mascle de Puntius titteya

Puntius és un gènere de peixos de la família dels ciprínids i de l'ordre dels cipriniformes.
La llargària màxima per a un exemplar adult d'aquest gènere és inferior als 25 cm, tot i que, normalment, és de 15, i moltes espècies només assoleixen els 5. Són omnívors: mengen petits invertebrats i matèria vegetal. i es troben a l'Àsia Sud-oriental, l'Índia, Sri Lanka i el riu Congo (Àfrica). Són populars com a peixos d'aquari.
El 2012 es va escindir i reorganitzar el gènere puntius, ja des de temps considerat com un calaix de sastre i es van definir tres gèneres nous, Dravidia, Dawkinsia i Pethia.

## Taxonomia
- Puntius amarus (Herre, 1924)[4]
- Puntius ambassis (Day, 1869)[5]
- Puntius amphibius (Valenciennes, 1842)[6]
- Puntius anchisporus (Vaillant, 1902)[7]
- Puntius aphya (Günther, 1868)[8]
- Puntius arenatus (Day, 1878)[9]
- Puntius asoka (Kottelat & Pethiyagoda, 1989)[10]
- Puntius aurotaeniatus (Tirant, 1885)[11]
- Puntius banksi (Herre, 1940)
- Puntius bantolanensis (Day, 1914)[12]
- Puntius baoulan (Herre, 1926)
- Puntius bimaculatus (Bleeker, 1863)[13]
- Puntius binotatus (Valenciennes, 1842)[6]
- Puntius bramoides (Valenciennes, 1842)[6]
- Puntius brevis (Bleeker, 1850)
- Puntius bunau (Rachmatika, 2005)
- Puntius burmanicus (Day, 1878)[9]
- Puntius cataractae (Fowler, 1934)[14]
- Puntius cauverniensis (Hora, 1937)
- Puntius chalakkudiensis (Menon, Rema Devi & Thobias, 1999)[15]
- Puntius chelynoides (McClelland, 1839)
- Puntius chola (Hamilton, 1822)[16]
- Puntius clemensi (Herre, 1924)
- Puntius compressiformis (Cockerell, 1913)[17]
- Puntius coorgensis (Jayaram, 1982)
- Puntius crescentus (Yazdani & Singh, 1994)[18]
- Puntius deccanensis (Yazdani & Babu Rao, 1976)
- Puntius denisonii (Day, 1865)[19]
- Puntius disa (Herre, 1932)[20]
- Puntius dorsalis (Jerdon, 1849)[21]
- Puntius dorsimaculatus (Ahl, 1923)[22]
- Puntius dunckeri (Ahl, 1929)[23]
- Puntius endecanalis (Roberts, 1989)[24]
- Puntius everetti (Boulenger, 1894)[25]
- Puntius flavifuscus (Herre, 1924)[4]
- Puntius foerschi (Kottelat, 1982)[26]
- Puntius fraseri (Hora & Misra, 1938)[27]
- Puntius gemellus (Kottelat, 1996)[28]
- Puntius guganio (Hamilton, 1822)[5]
- Puntius hemictenus (Jordan & Richardson, 1908)[29]
- Puntius herrei (Fowler, 1934)
- Puntius hexazona (Weber & de Beaufort, 1912)[30]
- Puntius jacobusboehlkei (Fowler, 1958)[31]
- Puntius jayarami (Vishwanath Singh & Tombi Singh, 1986)
- Puntius jerdoni (Day, 1870)[32]
- Puntius joaquinae (Wood, 1968)
- Puntius johorensis (Duncker, 1904)
- Puntius kamalika (Silva, Maduwage & Pethiyagoda, 2008)[33]
- Puntius katolo (Herre, 1924)
- Puntius kelumi (Pethiyagoda, Silva, Maduwage & Meegaskumbura, 2008)[34]
- Puntius kuchingensis (Herre, 1940)[35]
- Puntius lanaoensis (Herre, 1924])[4]
- Puntius lateristriga (Valenciennes, 1842)[6]
- Puntius leiacanthus (Bleeker, 1860)
- Puntius lindog (Herre, 1924)[4]
- Puntius lineatus (Duncker, 1904)[36]
- Puntius mahecola (Valenciennes, 1844)[37]
- Puntius manalak (Herre, 1924)[4]
- Puntius manguaoensis (Day, 1914)[38]
- Puntius martenstyni (Kottelat & Pethiyagoda, 1991)[39]
- Puntius masyai (Smith, 1945)
- Puntius meingangbii (Arunkumar & Singh, 2003)[40]
- Puntius microps (Günther, 1868)[8]
- Puntius montanoi (Sauvage, 1881)
- Puntius morehensis (Arunkumar & Tombi-Singh, 1998)[41]
- Puntius mudumalaiensis (Menon & Rema Devi, 1992)[42]
- Puntius muvattupuzhaensis (Jameela Beevi & Ramachandran, 2005)[43]
- Puntius nangalensis (Jayram, 1990)[44]
- Puntius narayani (Hora, 1937)[45]
- Puntius okae (Fowler, 1949)[46]
- Puntius oligolepis (Bleeker, 1853)[47]
- Puntius ophicephalus (Raj, 1941)[48]
- Puntius ornatus (Vishwanath & Laisram, 2004)[49]
- Puntius orphoides (Valenciennes, 1842)[6]
- Puntius pachycheilus (Herre, 1924)
- Puntius parrah (Day, 1865)[19]
- Puntius partipentazona (Fowler, 1934)[50]
- Puntius paucimaculatus (Wang & Ni, 1982)[51]
- Puntius pentazona (Boulenger, 1894)[25]
- Puntius pleurotaenia (Bleeker, 1863)[13]
- Puntius pugio (Kullander, 2008)[52]
- Puntius punjabensis (Day, 1871)[53]
- Puntius puntio (Hamilton, 1822)
- Puntius rhombeus (Kottelat, 2000)[54]
- Puntius rhomboocellatus (Koumans, 1940)[55]
- Puntius roloffi (Klausewitz, 1957)
- Puntius roseipinnis (Valenciennes, 1842)
- Puntius sachsii (Ahl, 1923)
- Puntius sahyadriensis (Silas, 1953)[56]
- Puntius sarana (Hamilton, 1822)
- Puntius schanicus (Boulenger, 1893)[57]
- Puntius sealei (Herre, 1933)[58]
- Puntius semifasciolatus (Günther, 1868)[59]
- Puntius setnai (Chhapgar & Sane, 1992)[60]
- Puntius sharmai (Menon & Rema Devi, 1992)[61]
- Puntius sirang (Herre, 1932)[20]
- Puntius sophore (Hamilton, 1822)[16]
- Puntius sophoroides (Günther, 1868)[62]
- Puntius spilopterus (Fowler, 1934)[63]
- Puntius takhoaensis (Nguyen & Doan, 1969)[64]
- Puntius terio (Hamilton, 1822)[16]
- Puntius tetrazona (Bleeker, 1855)[65]
- Puntius titteya (Deraniyagala, 1929)[66]
- Puntius tras (Herre, 1926)
- Puntius trifasciatus (Kottelat, 1996)[28]
- Puntius tumba (Herre, 1924)[4]
- Puntius umalii (Wood, 1968)
- Puntius vittatus (Day, 1865)[19]
- Puntius waageni (Day, 1871)[67]
- Puntius yuensis (Arunkumar & Singh, 2003)[40]

## Espècies depuntiusreclassificades
El 2012, van reorganitzar el gènere, que des de molt de temps era suspecte de polifiletisme. Un estudi nou de la morfologia i osteologia així com de l'àcid ribonucleic va confirmar aquesta hipòtesi. Heusaquí la llista dels puntius reclassificats.

### Dravidia
- Puntius fasciatus (Jerdon, 1849)[21]
- Puntius kannikattiensis (Arunachalam & Johnson, 2003)[68]
- Puntius melanampyx (Day, 1865)[19]

### Dawkinsia
- Puntius arulius (Jerdon, 1849)[21]
- Puntius assimilis (Jerdon, 1849)
- Puntius exclamatio (Pethiyagoda & Kottelat, 2005)[69]
- Puntius filamentosus (Valenciennes, 1844)[37]
- Puntius singhala (Duncker, 1912)
- Puntius srilankensis (Senanayake, 1985)[70]
- Puntius tambraparniei (Silas, 1954)

### Pethia
- Puntius ater (Linthoingambi & Vishwanath, 2007)[71]
- Puntius bandula (Kottelat & Pethiyagoda, 1991)[72]
- Puntius conchonius (Hamilton, 1822)[16]
- Puntius cumingii (Günther, 1868)[73]
- Puntius didi (Kullander & Fang, 2005)[74]
- Puntius erythromycter (Kullander, 2008)[75]
- Puntius gelius (Hamilton, 1822)[76]
- Puntius khugae (Linthoingambi & Vishwanath, 2007)[77]
- Puntius macrogramma (Kullander, 2008)[75]
- Puntius manipurensis (Menon, Rema Devi & Viswanath, 2000)[78]
- Puntius nankyweensis (Kullander, 2008)[79]
- Puntius nigrofasciatus (Günther, 1868)[80]
- Puntius padamya (Kullander & Britz, 2008)[81]
- Puntius phutunio (Hamilton, 1822)[16]
- Puntius pookodensis (Mercy & Eapen, 2007)[82]
- Puntius punctatus (Day, 1865)[19]
- Puntius reval (Meegaskumbura, Silva, Maduwage & Pethiyagoda, 2008)[83]
- Puntius shalynius (Yazdani & Talukdar, 1975)[84]
- Puntius stoliczkanus (Day, 1871)
- Puntius thelys (Kullander, 2008)[75]
- Puntius tiantian (Kullander & Fang, 2005)[85]
- Puntius ticto (Hamilton, 1822)[16]